# Matbord

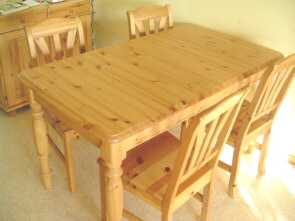
Ett matbord med stolar för fyra personer.

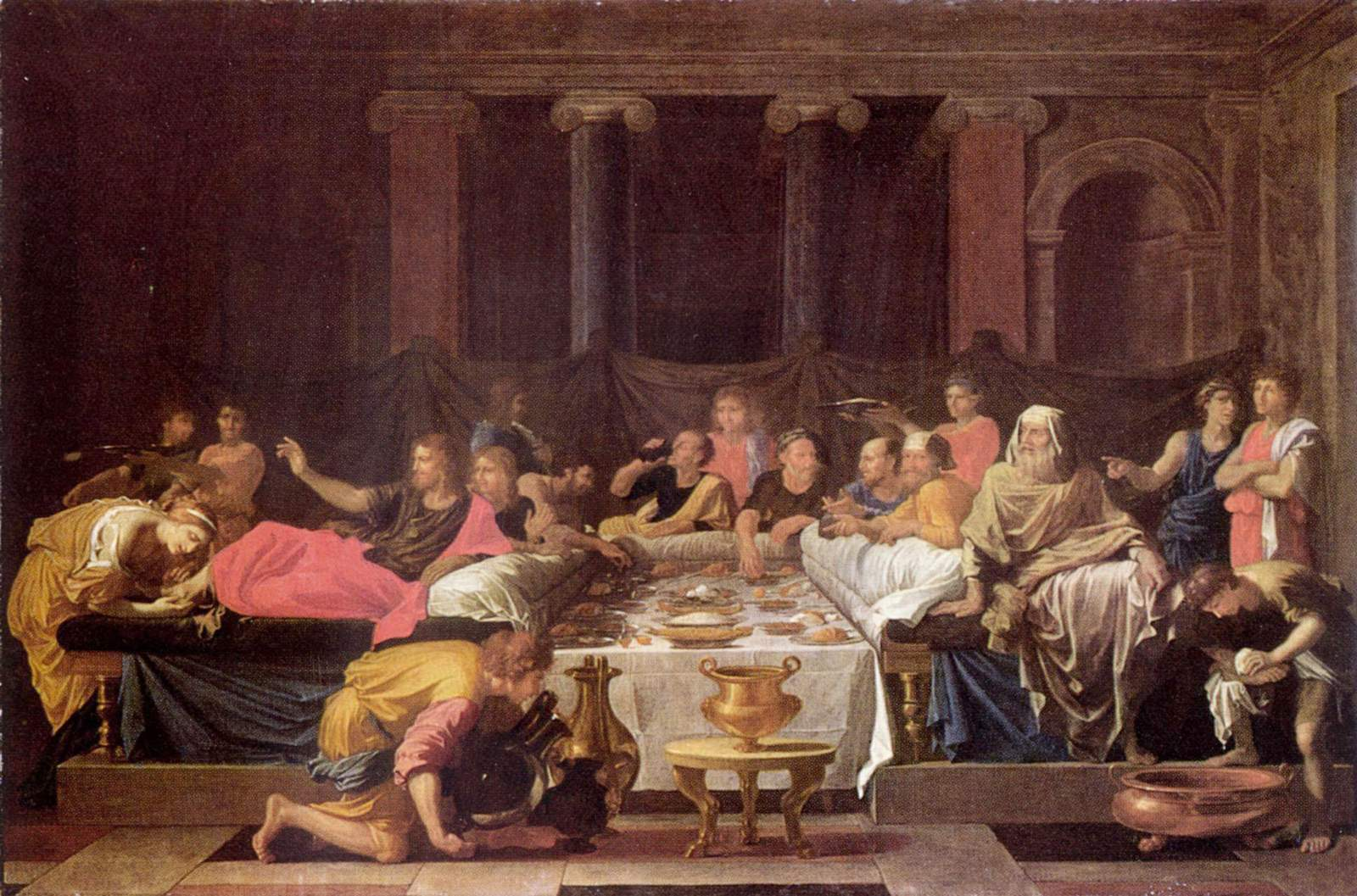
Ett exempel på personer som ligger vid ett matbord, även den här bilden föreställer den sista nattvarden.

Matbord, köksbord är det bord som används när man äter. Matbordet har ofta använts som samlingsplats, där man sätter sig runt bordet för att samtala samtidigt som man äter. .
Matbordet består vanligtvis av en plan, rektangulär skiva på cirka 90x150 cm. Vissa köksbord har även en cirkelformad, alternativt oval, yta. Skivan vilar oftast på fyra ben. Den vanligaste höjden för ett matbord är 72 cm

## Historia
I romarriket åt man liggande vid matbord, och hade alltså lägre matbord än vad man har idag.